# バルテーズ
バルテーズ（Barthezz、本名：バート・クラッセン（Bart Claessen）、1980年1月22日 - ）は、オランダのトランスミュージシャン、DJ。北ブラバント州アステン出身。最近では本名の活動が多くなっている。

## ディスコグラフィー

### シングル
- Infected (Barthezz名義、2001年)
- On the Move (Barthezz名義、2001年)
- Rock ’n’ Roll (Stereoshaker名義、2002年)
- Persona Non Grata (Bart Claessen名義、2004年)
- Playmo (Bart Claessen名義、2005年)
- When Morning Comes (Bart Claessen名義、2006年)